# سارلاینسباخ
سارلاینسباخ (به آلمانی: Sarleinsbach) یک منطقهٔ مسکونی در اتریش است که در ناحیه رورباخ واقع شده‌است. سارلاینسباخ ۳۷ کیلومتر مربع مساحت دارد ۵۶۱ متر بالاتر از سطح دریا واقع شده‌است.